# Krzysztof Lipiński (germanista)
Krzysztof Benedykt Lipiński (ur. 19 marca 1957 w Rzeszowie, zm. 25 lutego 2013 tamże) – polski germanista, literaturoznawca, tłumacz, profesor zwyczajny w Instytucie Filologii Germańskiej Uniwersytetu Jagiellońskiego oraz w Instytucie Filologii Germańskiej Uniwersytetu Rzeszowskiego. Autor 10 monografii naukowych, stu kilkudziesięciu artykułów naukowych, licznych przekładów literatury pięknej (przede wszystkim liryki i eseistyki), a także utworów literackich – wierszy, opowiadań i esejów. Tematyka jego prac obejmowała m.in. literaturę niemieckojęzyczną od XVIII do XX w., literaturę austriacką ze szczególnym uwzględnieniem liryki, a zwłaszcza poezji Georga Trakla, problematykę przenikania się kultur (m.in. w Galicji), Fausta Johanna Wolfganga Goethego oraz teoretyczne i praktyczne zagadnienia przekładu literackiego.

## Życiorys naukowy[1]
Studia magisterskie ukończył w roku 1980 na Uniwersytecie Jagiellońskim. Stopień doktora nauk humanistycznych uzyskał także w UJ w 1984 r. na podstawie rozprawy Zur Übersetzung von lyrischen Formen – exemplifiziert an einem Translationsversuch des dichterischen Werks von Georg Trakl [pol. O przekładzie form lirycznych – egzemplifikacja na podstawie translacji dzieła poetyckiego Georga Trakla], habilitację w 1991 r. na podstawie rozprawy Goethes „Faust” als Übersetzungsvorlage [pol. Faust Goethego jako obiekt przekładu]. W roku 1996 uzyskał tytuł naukowy profesora, a w r. 2003 mianowanie na stanowisko profesora zwyczajnego. Od roku 1991 pracował na drugim etacie w Katedrze Filologii Germańskiej WSP w Rzeszowie, dokąd przeniósł się w październiku 2007 r.
Należał przez wiele lat do władz Instytutu Filologii Germańskiej UJ. W roku akademickim 1991/1992 pełnił funkcję p.o. zastępcy dyrektora IFG UJ, w latach 1993–1999 zastępcy dyrektora ds. Dydaktycznych, a w latach 1999–2005 dyrektora Instytutu Filologii Germańskiej UJ.
Wykształcił stu kilkudziesięciu magistrów oraz wypromował pięciu doktorów.
Był członkiem licznych towarzystw naukowych, m.in. Międzynarodowego Forum Georga Trakla w Salzburgu (Internationales Trakl-Forum), Stowarzyszenia Germanistów Austriackich (Österreichische Gesellschaft für Germanistik), Towarzystwa im. Theodora Fontanego (Theodor-Fontane-Gesellschaft), Stowarzyszenia Germanistów Polskich, Polskiego Towarzystwa Językoznawczego, Societas Humboldtiana Polonorum (SHP), Związku Literatów Polskich, a od r. 1999 austriackiego PEN Clubu. Współpracował ponadto z Georg Trakls Forschungs- und Gedenkstätte w Salzburgu, Ostsee-Akademie (dziś Academia Baltica), Niemieckim Instytutem Kultury Polskiej w Darmstadt oraz z Instytutem Kształcenia Tłumaczy w Monachium.

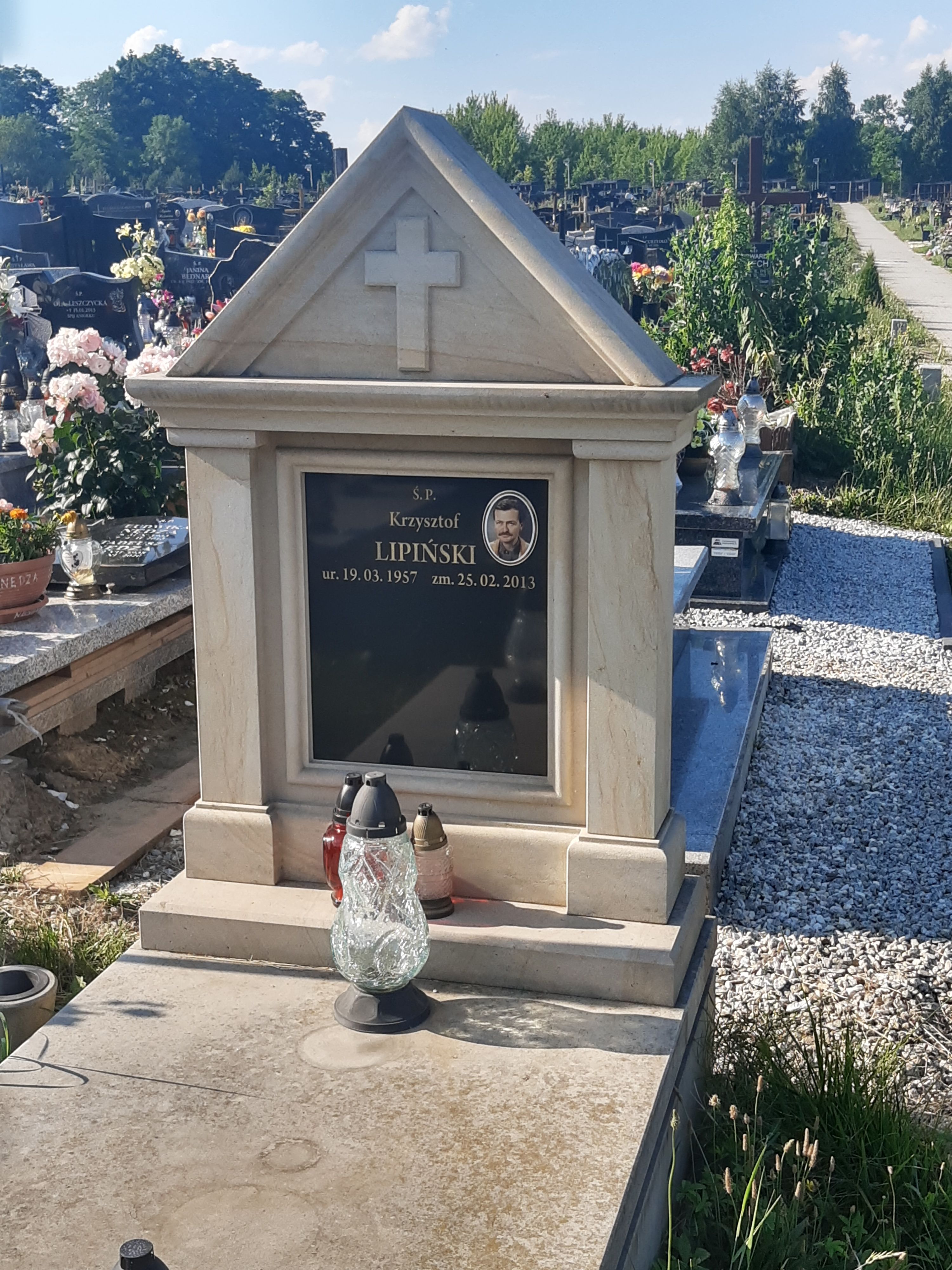
Grób prof. Krzysztofa Lipińskiego na Cmentarzu Prądnik Czerwony

Zmarł 25 lutego 2013. Został pochowany na Cmentarzu Batowickim w Krakowie (kwatera CCCXI-5-31).

## Wybrane publikacje[3]

### Monografie
- Goethes „Faust” als Übersetzungsvorlage. Rozprawy Habilitacyjne Uniwersytetu Jagiellońskiego, Kraków, 1990.
- Übungstexte zur Methodologie der literarischen Übersetzung. Skrypty Uczelniane UJ, Kraków, 1986.
- Bóg, szatan, człowiek. O „Fauście” J. W. Goethego. Próba interpretacji. Rzeszów, 1993.
- Interpretation – Rezeption – Translation. Aufsätze zur österreichischen Literatur im 20. Jahrhundert, Kraków, 1995.
- Ja liryczne wobec świata. Cztery wieki liryki niemieckojęzycznej, Kraków, 1997.
- Niedoskonała pokuta. O życiu i twórczości Georga Trakla (s. 5–152). Georg Trakl: Śpiew osamotniałego. Przełożył Krzysztof Lipiński (s. 153–438), Kraków, 1998.
- Auf der Suche nach Kakanien. Literarische Streifzüge durch eine versunkene Welt. St. Ingbert, 2000.
- Vademecum tłumacza, Kraków, 2000.
- Mity przekładoznawstwa, Kraków, 2004.

### Współredakcja tomów zbiorowych
- Perspektiven der polnischen Germanistik in Sprach- und Literaturwissenschaft. Festschrift für Olga Dobijanka-Witczakowa zum 80. Geburtstag (współred. z Antonim Dębskim), Kraków, 2004
- Grenzgänge und Grenzgänger in der österreichischen Literatur. Beiträge des 15. Österreichisch-Polnischen Germanistentreffens (współpred. z Marią Kłańską, Katarzyną Jaśtal, Agnieszką Palej), Wydawnictwo UJ: Kraków, 2004.

### Przekłady
- Polnische Lagerdichtung. Antologia, przekład na język niemiecki, Kraków, 1987.
- Georg Trakl, Wiersze, wybór i przekład na język polski ze wstępem, Kraków, 1993, wydanie drugie rozszerzone, Kraków, 1996.
- Kurt Klinger, Pocałunek. Wiersze, wybór i przekład na język polski, Kraków, 1993.
- Hermann Hesse, Wiersze, wybór i przekład na język polski z posłowiem, Kraków, 1994. [Drugie wydanie wierszy poszerzone o „Sen o wyspie”, Kraków, 1996].
- Novalis, Hymny do nocy, przekład na język polski z posłowiem, Kraków, 1995.
- Krzysztof Dydo, Meister der polnischen Plakatkunst, Bielsko-Biała, 1995.
- Adam Kleczkowski, Germanistyka, anglistyka i skandynawistyka, Kraków, 1948;
- Olga Dobijanka-Witczakowa, Historia katedry germanistyki w Uniwersytecie Jagiellońskim, Kraków, 1964. Przekład na język niemiecki: Zur Geschichte der Germanistik, Anglistik und Skandinavistik in Polen, St. Ingbert, 1995.
- Johann Wolfgang Goethe, Faust, Kraków, 1996.
- „Die Künstler” [Artyści] Friedrich Schillera, w: Koniec wieku (1997), nr 10, s. 89–102.
- „Das Tagebuch” [Dziennik] J. W. Goethego, w: J. W. Goethe: Dobre jest jednak życie, Wrocław, 1999, s. 93–99.
- Auschwitz Gedichte, red. Adam A. Zych, Dorothea Müller-Ott, Oświęcim, 2001, część I: Weg zum Himmel (28 wierszy), część II: Lyrik nach Auschwitz (54 wiersze).
- (wraz z Sabiną Lipińską) Anna Skoczek, Adam Zielinskis literarisches Werk, Kraków, 2001.
- (wraz z Sabiną Lipińską) Sylwester Marynowicz, Menschen und Orte. Zum Schaffen von Adam Zielinski, Kraków, 2001.
- Johann Wolfgang Goethe, Faust, część I i II, w: tenże: Dzieła wybrane, Poznań, 2002, t. II, s. 291–715 wraz z komentarzem i przypisami (s. 724–742).
- Johann Wolfgang Goethe, Dziennik, w: tenże: Dzieła wybrane, Poznań, 2002, t. I.

### Scenariusze filmowe
- Objawienie i zagłada, film o życiu i twórczości Georga Trakla, 45 min., 1995 (reż. Andrzej Maj).
- 505 tajemnic. Skarb pruski w Krakowie, film dokumentalny na temat zbiorów Pruskiej Biblioteki Państwowej, 50 min., 1996 (reż. Irena Wollen)